# Lingua armena classica

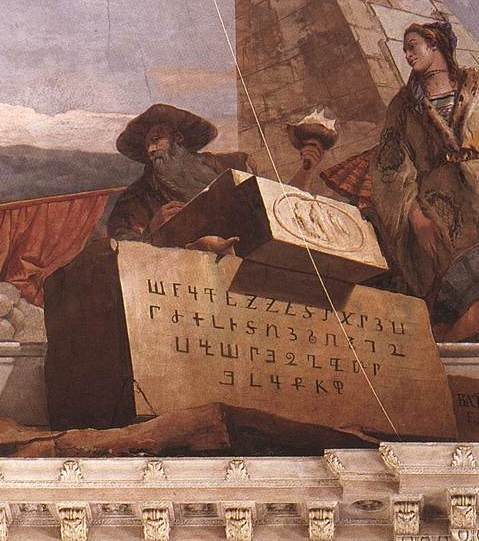
Mesrop Mashtots, creatore dell'alfabeto armeno, in un affresco di Giovanni Battista Tiepolo nella Residenza di Würzburg (Germania).

La lingua armena classica, detta anche armeno antico, grabar, o krapar (in armeno occidentale), è la più antica forma scritta di lingua armena, in cui fu redatta tutta la letteratura armena dal V all'XI secolo, e la sua maggior parte dal XII alla metà del XIX secolo. Molti testi greci, persiani, ebraici, siriaci e anche latini ci sono rimasti soltanto nella traduzione in questa lingua. È tuttora la lingua della liturgia armena. Viene molto studiato dai filologi biblisti e patristici. È importante anche per gli studi comparativi indo-europei, perché conserva molte caratteristiche arcaiche.